# Tom T. Hall
Thomas T. Hall (født 25. maj 1936 i Olive Hill, Kentucky, død 20. august 2021) var en amerikansk country musik-sangskriver, sanger, instrumentalist, roman- og novelleforfatter. Han har skrevet 12 nr. 1-sange, og yderligere 26 der nåede Top 10, herunder det internationale pop crossover hits "Harper Valley PTA" og hittet "I Love", der nåede 12.-pladsen på Billboard Hot 100. Han blev kendt af fans som "The Storyteller," takket være sine historiefortællingsfærdigheder i sin sangskrivning.

## Tidlige liv og karriere
Hall blev født i 1936. Som en teenager organiserede han et band kaldet the Kentucky Travelers, der optrådte før film for et omrejsende teater. Under en tørn i den amerikanske Hær, optrådte Hall på den amerikanske Armed Forces Radio Network og skrev komiske sange om oplevelserne i hæren. Hans tidlige karriere omfattede også at være radiovært på WRON, en lokal radiostation i Ronceverte, West Virginia. Hall var også speakeren på WMOR 1330AM i Morehead, Kentucky. Hall var også speakeren på WSPZ, som senere blev WVRC Radio i Spencer, West Virginia, i 1960'erne.
Halls store gennembrud som sangskriver kom i 1963, da sangeren Jimmy C. Newman indspillede sin sang, "DJ For a Day." Hurtigt flyttede Hall til Nashville, hvor han ankom til i 1964 med $46 og en guitar; og inden for få måneder havde han sange der klatrede op af hitlisterne. Hall har fået tilnavnet "The Storyteller", og han har skrevet sange for snesevis af country-stjerner, herunder Johnny Cash, George Jones, Loretta Lynn, Waylon Jennings, Alan Jackson, og Bobby Bare.
En af hans tidligste vellykkede sangskrivningseventyr var, "Harper Valley PTA", indspillet i 1968 af Jeannie C. Riley, der nåede førstepladsen på Billboard Hot 100 og Hot Country Singles Chart en uge efter hinanden, er solgt i over seks millioner eksemplarer, og har vundet både en Grammy - og CMA Award. Sangen inspirerede til en film og tv-program af samme navn. Hall selv har indspillet denne sang, på hans album The Definitive Collection (som sang nummer 23). Halls indspilningskarriere tog fart efter Rileys udgave af sangen, hvorefter han udgav en række hits fra slutningen af 1960'erne til begyndelsen af 80'erne. Nogle af Halls største hits omfatter "A Week in a Country Jail", "(Old Dogs, Children and) Watermelon Wine", "I Love," "Country Is", "The Year Clayton Delaney Died", "I Like Beer", "Faster Horses (the Cowboy and the Poet)", og mange andre. Han er også kendt for sine børn-orienterede sange, herunder "Sneaky Snake" og "I Care", sidstnævnte som nåede førstepladsen på country-hitlisten i 1975. I 1979 dukkede Hall op i PBS-musikprogrammet Austin City Limits i løbet af Sæson 4.

## Grammy award
Hall vandt en Grammy Award for Bedste Album Noter i 1973 for de noter, han skrev til sit album Tom T. Hall's Greatest Hits. Han var nomineret, men vandt ikke, den samme pris i 1976 for sit album Greatest Hits, Volume 2. Han har været medlem af Grand Ole Opry siden 1971.

## Tv
Hall efterfulgte Ralph Emery som vært for det syndikerede country musik-program Pop! Goes the Country i 1980 og fortsatte indtil programmet stoppede i 1982. Han har også komponeret temasangen til Fishin' with Orlando Wilson.

## Musik
Hans sang "Lille Bitty" fra 1996, fra albummet "Songs from Sopchoppy", blev et nummer-et det år, da den blev indspillet af Alan Jackson, til albummet Everything I Love.
I 1998 kom hans sang fra 1972, Old Dogs, Children and Watermelon Wine ind som nummer to i en meningsmåling fra BBC Radio 2 der skulle finde Storbritanniens yndlings easy listening indspilning, til trods for at den aldrig havde været et hit i England, og lytterne af Radio 2 kun kender til den på grund af de lejlighedsvise afspilning fra DJ Terry Wogan.
Hans sang "I Love", hvor fortælleren lister de ting i livet, som han elsker, blev brugt, med ændret lyrik, i en populært TV-reklame for Coors Light i 2003, og også benyttet i 2014 i en TV-reklame for Clipper Teas.
Den 3. juli 2007 udgav han CD'en Tom T. Hall Sings Miss Dixie & Tom T. på hans uafhængige bluegrass-selskab Blue Circle Records.
Den 1. juni, 2014 rangerede Rolling Stone magazine (Old Dogs, Children and) Watermelon Wine som #93 i deres liste over de 100 største country sange.

## Hall of fame
Den 12. februar 2008 blev Hall optaget i Country Music Hall of Fame.

## Diskografi
- In Search of a Song (1971)
- We All Got Together and... (1972)
- Faster Horses (1975)
- Places I've Done Time (1978)
- Song in a Seashell (1985)

## Bøger skrevet af Hall
- How I Write Songs, Why You Can (1976), Chappell Music Co.
- The Songwriters Handbook (1976), Rutledge Hill Press
- The Storyteller's Nashville (1979), Doubleday & Co.
- The Laughing Man of Woodmont Coves (1982), Doubleday & Co.
- The Acts of Life (1986), The University Of Arkansas Press
- Homewords (1986), The University of Tennessee Press
- Christmas and the Old House (1989), Peachtree Publishers, Ltd.
- Spring Hill, Tennessee (1990), Longstreet Press, Inc.
- What a Book!  (1996), Longstreet Press, Inc.